# Klammerbeutel

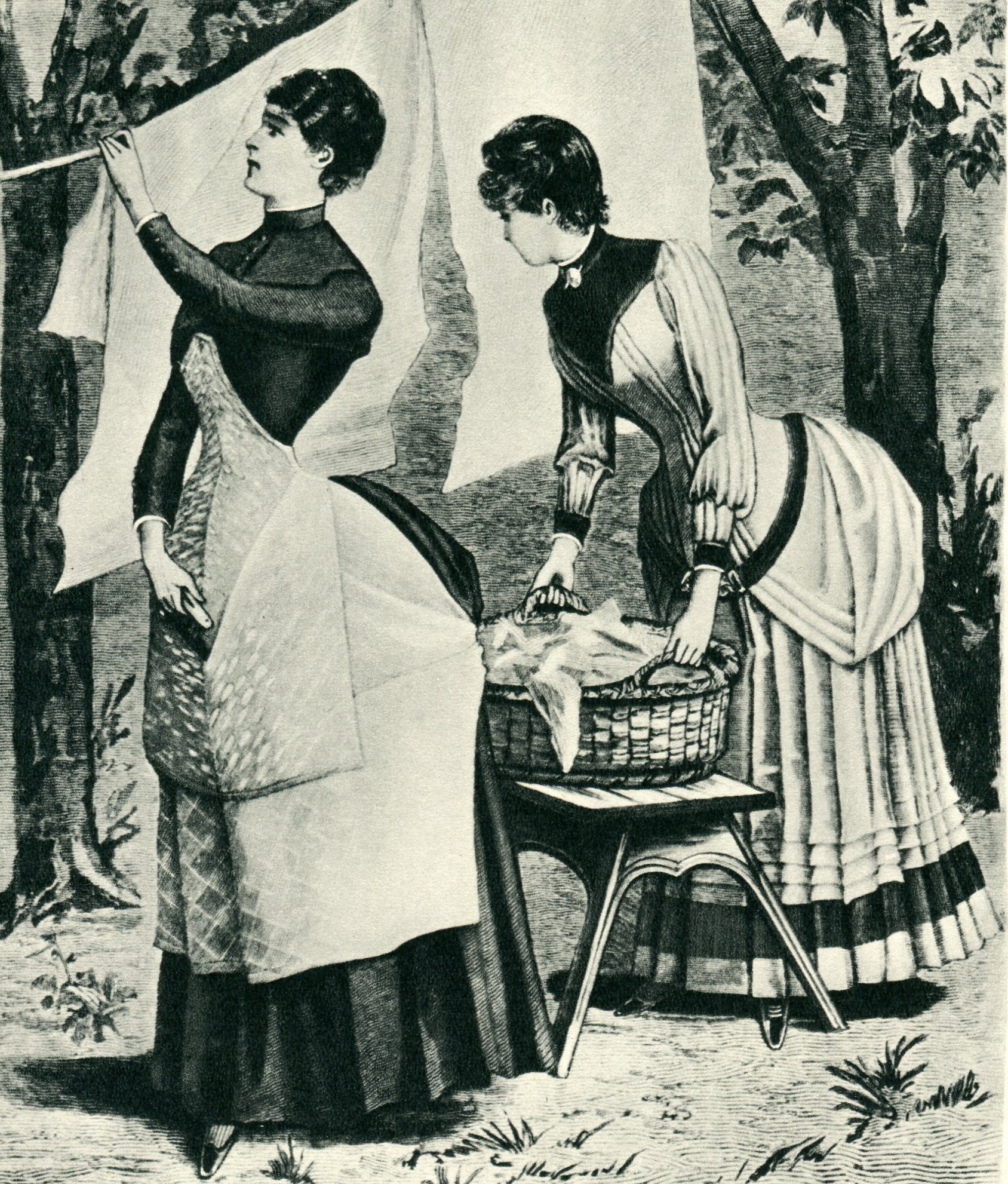
Klammerbeutel – hier mit Schürze – um 1890

Ein Klammerbeutel ist ein in der Regel aus Stoff bestehendes Säckchen oder ein Beutel zur Aufbewahrung von Wäscheklammern. Es gibt ihn in diversen Variationen z. B. mit Schürze oder gehäkeltem „Eingriff“.

## Redensart
„Der muss wohl mit dem Klammerbeutel gepudert sein!“ Bedeutung: nicht bei Trost, verrückt sein. Satiriker wie Kurt Tucholsky verwendeten die Redensart gern und machten sie populär.
Zuweilen liest man als Erklärung, hier sei der Beutel im Mehlkasten einer Mühle gemeint, der durch eine klammerähnliche Vorrichtung geschüttelt wird, um die Kleie vom Mehl zu trennen. Wenn der Mehlkasten während des Mahlens geöffnet werde, stäube das Mehl den Müller ein. Das ist durchaus unangenehm und erhöht die Gefahr einer Staubexplosion. Die Erklärung ist nicht haltbar, weil a) die Trenneinrichtung in der Mühle nicht „Klammerbeutel“ genannt wurde, sondern „Bittel“, „Beutelsichter“ etc., b) die Verrücktheit als Folge Einstäubens sehr weit hergeholt erscheint, c) die Redensart erst nach 1900 aufkam, als das Mühlenwesen im Alltag eine weit geringere Rolle spielte, und d) gleichzeitig die Variante „einen mit dem Klammerbeutel gekriegt haben“ aufkam, die eindeutig auf das Schlagen bezogen ist, nicht auf das Einstäuben.
Besser erklärt ist die Redensart mit einer Fülle von Schlag-Redensarten für Dummheit, Verrücktheit wie „einen Schlag haben“, „behämmert sein“ etc. Möglicherweise sorgten populäre Historiendramen und -filme, bei denen das vor allem im 18. Jahrhundert übliche Pudern des natürlichen Haars oder von Perücken regelmäßig zu sehen war, dafür, die Redensart entstehen zu lassen. Bei diesem Pudern wurde ein Beutel mit feinen Löchern über dem Kopf geschüttelt, wodurch aus ihm Puder auf das natürliche oder das Perückenhaar gestäubt wurde. Dieser Beutel ähnelte den bis heute ganz alltäglichen Klammerbeuteln. Die Schüttelbewegungen beim Pudern könnte man bei Benutzung eines Klammerbeutels zu kleinen Schlägen auf den Kopf vergröbern. Das gleicht dann als Variante traditionellen sprichwörtlichen Redensarten zu Kopfschlägen, mit denen Wahrnehmungsstörungen, Dummheiten etc. spöttisch erklärt werden.

## Belege
1. ↑  Kurt Tucholsky: Gesammelte Werke in zehn Bänden. Reinbek bei Hamburg 1975, Bd. 2, S. 262–263, Bd. 4, S. 252–253, Bd. 5, S. 224–226.
2. ↑  Duden, Redewendungen, 3. Auflage, S. 419.
3. ↑  http://www.geo.de/GEOlino/mensch/redewendungen/deutsch/redewendung-mit-dem-klammerbeutel-gepudert-70770.html.
4. ↑  Küpper, Illustriertes Lexikon der deutschen Umgangssprache, Bd. 4, S. 1492.
5. ↑  Lutz Röhrich: Das Lexikon der sprichwörtlichen Redensarten. Bd. 2: Hanau–Saite. 3. Auflage, ISBN 978-3-9811483-8-1, S. 846.
6. ↑  Mein lieber Scholli … (Memento vom 9. April 2014 im Internet Archive)
7. ↑  http://www.blueprints.de/wortschatz/von-kairos-bis-mulus-mulum/mit-dem-klammerbeutel-gepudert.html.